# Buron (Neuenburgersee)
Der Buron ist ein gut 17 km langer südlicher Zufluss des Neuenburgersees im Kanton Waadt der Schweiz. Er entwässert einen Abschnitt des Waadtländer Mittellandes und gehört zum Einzugsgebiet des Rheins.

## Name
Der Name Buron erscheint erstmals 1177 als Buiro in den Urkunden.

## Geographie

### Verlauf
Das Quellgebiet des Buron liegt auf rund 650 m ü. M. im Waldgebiet Grand Bois auf dem Gemeindegebiet von Goumoens-la-Ville nördlich von Echallens auf der Hochfläche des Gros de Vaud. Mehrere Quellbäche sammeln sich auf 600 m ü. M. in einer breiten Talmulde zwischen zwei nach Norden ausgreifenden Höhenrücken des Hochplateaus des Gros de Vaud.
Der Buron fliesst nach Norden, zunächst in einer offenen Talmulde, flankiert von den Waldrücken des Bois de Suchy im Westen und des Grand Bois d'Essertines im Osten. Nördlich des Weilers La Robellaz tieft er sich allmählich in die Molasseschichten ein und bildet ein bewaldetes Kerbtal mit zahlreichen kurzen Mäandern.
Bei Gressy mündet von rechts mit der Niauque der bedeutendste Seitenbach. Kurz danach tritt der Buron in die landwirtschaftlich intensiv genutzte Orbeebene ein und fliesst nun entlang deren Ostrand weiter nordwärts. Als Kanal durchquert er das Siedlungsgebiet von Yverdon-les-Bains, bevor er östlich des Zihlkanals und des Canal Oriental in den Neuenburgersee mündet.

### Einzugsgebiet
Das 38,91 km² grosse Einzugsgebiet des Buron liegt im  Schweizer Mittelland und wird durch ihn über den Zihlkanal, die Aare und den Rhein zur Nordsee entwässert.
Es besteht zu 26,2 % aus bestockter Fläche, zu 61,7 % aus Landwirtschaftsfläche, zu 11,9 % aus Siedlungsfläche und zu 0,2 % aus unproduktiven Flächen.
Die Flächenverteilung
Die Mittlere Höhe des Einzugsgebietes beträgt 582,4 m ü. M.

### Zuflüsse
- Le Ruisseau de Corjon (rechts)
- Le Ruisseau de Bretoneire (rechts)
- Le Coppi (rechts)
- Le Ruisseau de la Condemine (links)
- Le Ruisseau de la Golle (rechts)
- Le Ruisseau des Bas (rechts)
- Le Ruisseau de Vernause (links)
- Le Fluzel (links)
- Le Ruisseau de Nézeliay (links)
- Le Ruisseau d'Epautheyres (rechts)
- Le Ruisseau de Valeyres (rechts)
- Le Ruisseau de Gressy (links)
- La Niauque (rechts)

## Hydrologie
An der Mündung des Buron in den Neuenburgersee beträgt seine modellierte mittlere Abflussmenge (MQ) 0,51 m³/s und sein Abflussregimetyp ist pluvial jurassien.
Der  modellierte monatliche mittlere Abfluss (MQ) des Buron in m³/s

## Charakter
Der obere Teil des Buron ist (ausser im Bereich des Weilers Buron) in weitgehend natürlichem beziehungsweise naturnahem Zustand erhalten. In seinem Unterlauf, insbesondere in der Orbeebene, wurde der Flusslauf in ein Kanalbett eingezwängt und begradigt.